# Sexroboter

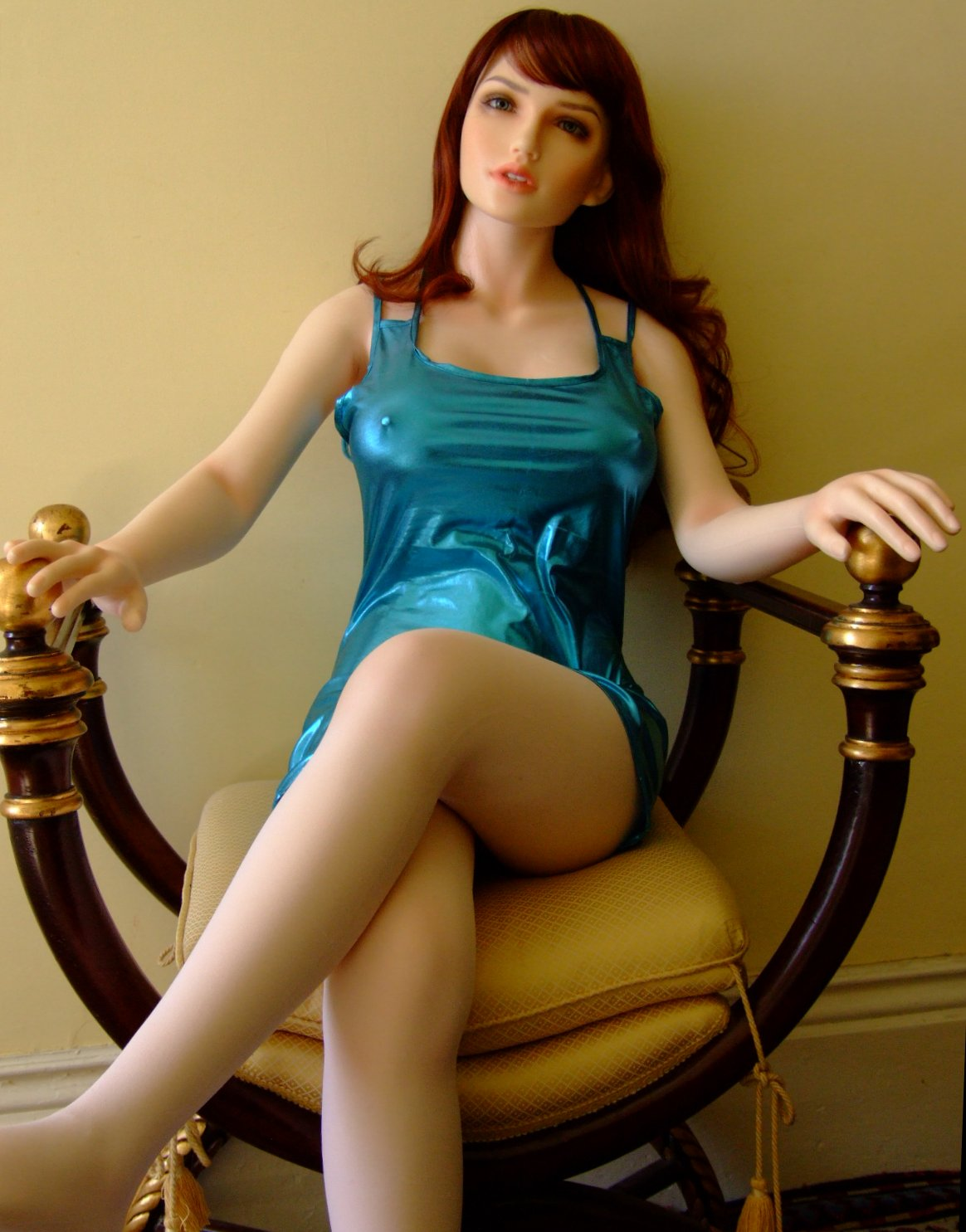
Lebensechtes Modell; Sandy

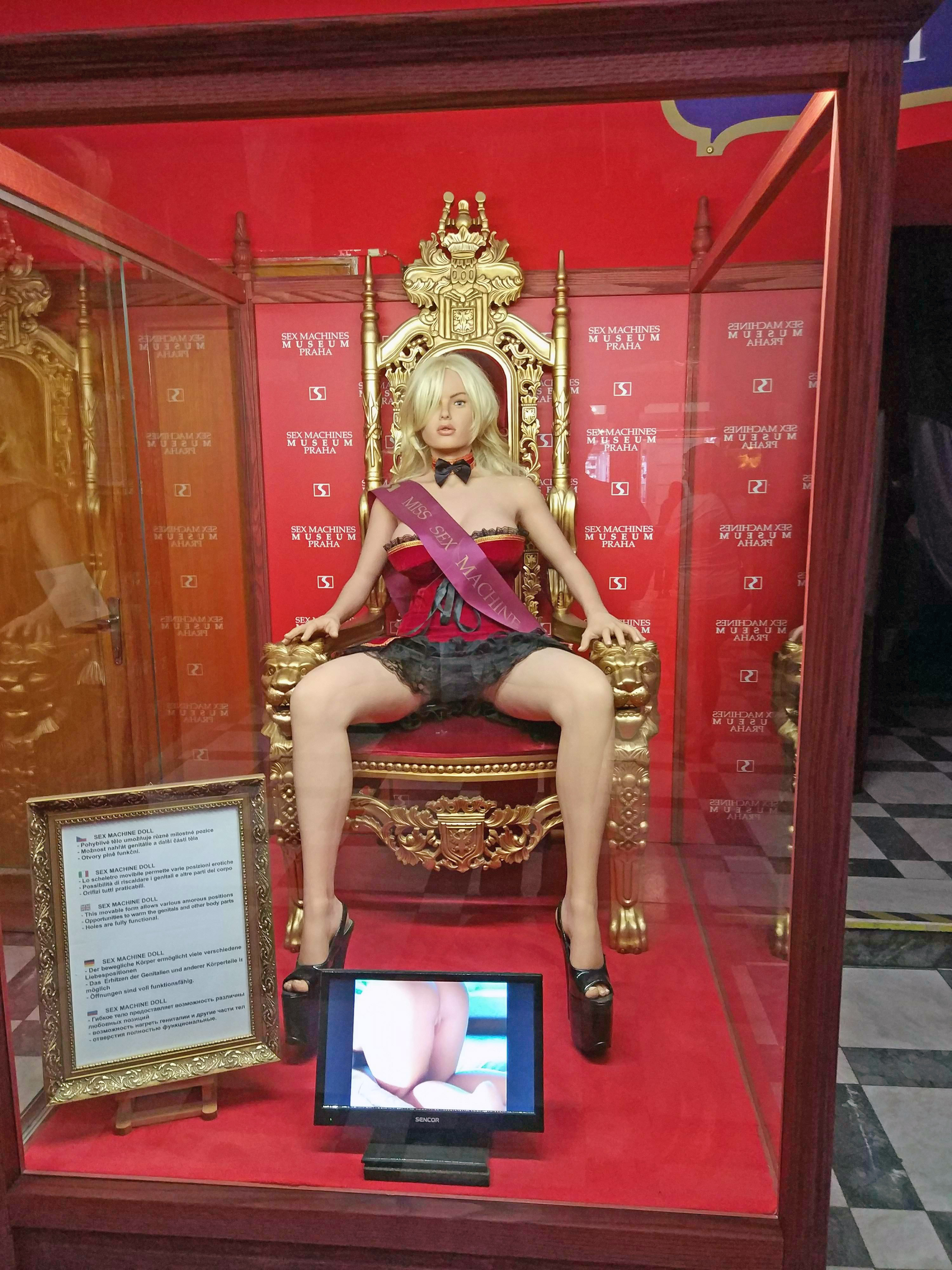
Sex Machines Museum Prag – Realistische Sexpuppe

Ein Sexroboter ist ein Roboter bzw. eine elektronische Sexpuppe, die im Gegensatz zu einer reinen Sexmaschine meist ein anthropomorphes Aussehen hat und für sexuelle Handlungen oder Fantasien genutzt wird. Die Liebe zu Robotern oder Computern wird auch als Computerliebe oder Roboterliebe und die sexuelle Anziehung auch als Technosexualität oder Roboterfetischismus bezeichnet.

## Gesellschaftliche Wahrnehmung und Prognosen
Nach der als Webserie und Zukunftsstudie Homo Digitalis von den öffentlich-rechtlichen und dem Fraunhofer-Institut für Arbeitswirtschaft und Organisation (IAO) würde jeder fünfte Deutsche gerne mal mit einem Sexroboter schlafen und die Hälfte würde es nicht stören, wenn ihr Partner einen hätte. Allerdings geben nur 6 % an, dass sie sich vorstellen könnten sich in einen Sexroboter zu verlieben. 85 % der Käufer sind dabei Männer. Daher werden sie nach Meinung von Kathrin Pollmann, Forscherin am IAO, von Menschen eher als Spielzeug und nicht als Liebespartner angesehen.

### David Levy, Hrsg. vonLove and Sex with Robots
Der Künstliche-Intelligenz-Forscher David Levy hält Sexroboter bis 2050 für eine gängige Praxis und geht 2007 in seinem Buch Love and Sex with Robots näher darauf ein. Levy hat die Beobachtung gemacht, dass die Akzeptanz für lebensechte Puppen immer mehr steigt, was sich auch daran zeigt, dass das Thema in den Mainstream-Medien und im Kino angekommen ist. Filme wie Lars und die Frauen (2007), in dem Ryan Gosling einen Außenseiter spielt, der eine Beziehung zu seiner lebensechten Sexpuppe Bianca entwickelt, illustrieren diesen Trend.
Prostitution durch menschliche Sexarbeit könnte überflüssig werden, so Levy, der fest davon überzeugt ist, dass die Nachfrage an lebensechten Sexpuppen weiterhin steigen wird. Für die Menschheit wird das in seinen Augen fabelhaft und ein großer Gewinn, weil es dazu beitragen wird Menschen glücklicher und emotional stabiler zu machen und Vergewaltigungen (auch von Kindern) vorzubeugen. Insbesondere die Entwicklung empathiefähiger, sprachbegabter Androiden, werde dabei auch Bedürfnissen auf sozialer Ebene zunehmend gerecht.

### Kognitionswissenschaftler Martin Fischer zum Stand der Forschung
Der Kognitionswissenschaftler Martin Fischer von der Universität Potsdam hält das Thema für ein wichtiges Forschungsthema für viele wissenschaftliche Bereiche, es sei keine Science-Fiction mehr und stelle einen existierenden Markt dar. Für erfolgreiche soziale Interaktion seien nach Meinung einiger Forscher nicht äußerliche Merkmale die ausschlaggebenden Komponenten, sondern Sprache, Blickverhalten als Signale und taktile Eigenschaften wie Körperwärme. Aufgrund mangelnder Forschungsgrundlagen ist es schwer einzuschätzen, inwiefern solche Roboter die Prostituitions- und Pornoindustrie beeinflussen.

### Johannes Grenzfurthner, Autor und Kurator einer Sex-Technologie-Konferenz
Johannes Grenzfurthner, Kurator der Sex-Technologie-Konferenz Arse Elektronika, beschäftigt sich in seinen Publikationen mit der Geschichte von Sexrobotern und deren Entwicklung. Seine Analyse ist, dass Sexroboter ein fixer Bestandteil der zukünftigen sexuellen Landschaft sein werden, eine Tendenz, die seit zwanzig Jahren verfolgt werden könne. Das mediale Interesse am Thema sei groß und populärkulturelle Vorstellungen, vor allem aus dem Science-Fiction-Bereich, hätten zahlreiche Ingenieure und Forscher dazu motiviert, die Konstruktion von Sexrobotern voranzutreiben.

## Individuelle Anreize & Präferenzstrukturen
In einer Online-Studie, in der 261 Probanden teilnahmen, wurden individuelle Präferenzmuster und Zusammenhänge mit weiteren psychologischen Konstrukten untersucht. Ausgehend von dem japanischen Phänomen Otaku, dass zurückgezogene Personen mit einer hohen Affinität zu fiktiven Manga-Charakteren beschreibt, wurden individuelle Unterschiede in Anime- und Manga-Fandom, Interesse an der japanischen Kultur, Präferenz für Indoor-Aktivitäten sowie Schüchternheit in Bezug auf den Anreiz von Sexrobotern untersucht. Innerhalb der Online-Befragung lasen die Probanden einen von drei zufällig ausgewählten Artikeln zu Zukunftstechnologien (Sexroboter, Pflegeroboter & genetisch modifizierte Organismen) und berichteten im Anschluss ihre Gesamtbewertung, die empfundene Unheimlichkeit und Kontakt- und Kaufabsichten. Die Ergebnisse zeigten, dass höhere Werte in Anime- und Manga-Fandom mit einem höheren Anreiz für alle drei Bereiche einhergingen. In der männlichen Teilstichprobe zeigte sich insbesondere für Sexroboter und genetisch modifizierte Organismen ein starker Zusammenhang zwischen Schüchternheit und Kontakt- und Kaufabsichten.

## Bordelle mit Sexrobotern statt Prostituierten

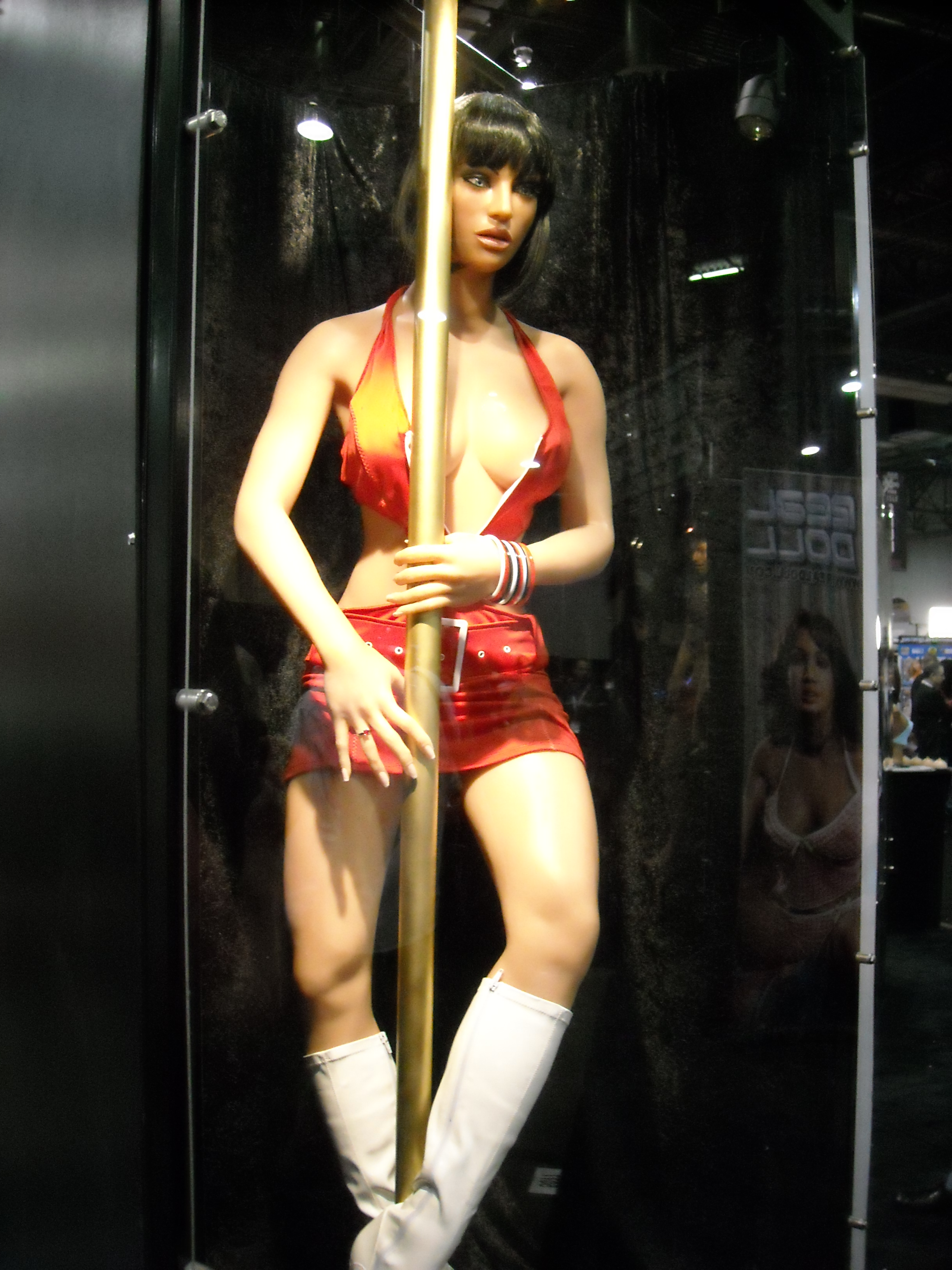
RealDoll, 2009 in Las Vegas

Bordelle, in denen man Zeit mit einer realistisch gestalteten Sexpuppe (Real-Sex-Dolls), statt mit echten Prostituierten verbringt, gab es zuerst in Japan. Dieser Trend ist 2017 auch in Deutschland angekommen, wo das Bordoll in Dortmund damit wirbt, das erste und größte Etablissement dieser Art Deutschland zu sein.
Gerade durch die Hygiene-Auflagen aufgrund der COVID-19-Pandemie, durch die normale Bordelle geschlossen werden mussten, erfreut sich der käufliche Sex mit den lebensecht gestalteten, humanoiden Sexpuppen großer Beliebtheit.

## Kritik
Ähnlich wie die Verfechter des Nordischen Modells für Prostitution fordern, Prostitution illegal zu machen, gibt es unterschiedliche Stimmen, die Sexroboter verbieten würden oder zumindest durch Beschränkungen Einfluss auf die aktuellen Entwicklungen nehmen würden.

### Konsum und Gebrauch
Kritisiert wird das fehlende Gefühl von Liebe, Geborgenheit und Emotionalität eines Sexroboters, dessen Gestik, Mimik und Sprache für viele starr und gestellt wirkten. Zudem würden passende körperliche Reaktionen und Sinneswahrnehmungen fehlen und eine Interaktion mit einem Sexroboter sich daher trotzdem noch einsam, entfremdend und merkwürdig anfühlen. Zudem wird kritisiert, dass Frauen und sogar Kinder zu Lustobjekten degradiert und falsche Klischees und Stereotypen geprägt werden könnten. Des Weiteren müssten strenge Reinigungs- und Hygiene-Vorschriften herrschen, um Krankheiten vorzubeugen. Aufgrund der Reibungslosigkeit und fehlenden Spannungen, welche ein Wechselspiel zwischen Sehnsucht, Aufregung und Ruhe darstellen, werden solche Beziehungen meist als langweilig empfunden. Zudem könnten auch bei Sexrobotern (besonders im Internet der Dinge) nicht immer ausreichende Sicherheiten gegenüber Hackerangriffen geboten werden, die zu einer Manipulation oder Datenmissbrauch führen können.
Auch Wirtschaftsinformatiker Oliver Bendel glaubt daran, dass dieser Markt ein Nischenmarkt bleiben wird, und verweist unter anderem auf den hohen Kaufpreis von durchschnittlich 10.000 US-Dollar und der eher schwierigen Geheimhaltung in einem Haushalt im Vergleich zu anderen Sexspielzeugen.

### Ethische Fragen
In der Ethik stellt sich die Frage, wie realistisch, menschenähnlich und realitätsnah die Roboter in ihrer Form und ihren Verhaltensweisen konstruiert werden sollten und inwiefern sie traditionelle Beziehungen, Sexualitäten und Wertevorstellungen beeinflussen. Zudem stellt das Erschaffen von kinderähnlichen Robotern viele Fragen auf, zum Beispiel, ob hier Pädophilie stattfindet, gefördert wird oder sogar als Ersatzmöglichkeit einer nicht heilbaren Neigung angesehen werden kann. Hierzu liegen kaum empirische Befunde vor. Auch kritisch gesehen werden die Themen Vergewaltigung, Zwangsprostitution und sexueller Missbrauch. So kann ein grenzenloses Angebot zu falschen Wertvorstellungen und Erwartungen führen. Es wird überlegt, ob Sexroboter auch Sex verweigern können sollten und ob es sich in einem solchen Fall um Missbrauch oder Vergewaltigung handeln würde, wenn man sie trotzdem für Sex benutzte.

### Kampagne gegen Sexroboter
Die Anthropologin Kathleen Richardson, Gründerin der Kampagne gegen Sexroboter, ist dagegen der Meinung, der gesamte Blick auf Branchen wie Robotertechnologie und künstliche Intelligenz müsse ethischer, feministischer und humanistischer werden. Sie widerspricht den Ansichten von David Levy und sagt, ein Sexroboter sei nicht mehr als die Weiterentwicklung eines Vibrators.
Auf der Seite ihrer Kampagne hat Richardson sechs Forderungen zusammengestellt:
1. Sexroboter, die der Form von Frauen und Mädchen nachempfunden sind, sollen verboten werden.
2. Ein alternatives Beziehungsmodell, bei dem Sex und Sexualität auf Gegenseitigkeit beruhen, soll angeboten werden.
3. Sexroboter als Normalität im Ersatz von Beziehungen mit Frauen sollen in Frage gestellt werden.
4. Kinderpuppen zur Vermeidung von sexuellem Missbrauch echter Kinder für Pädophile sind prinzipiell abzulehnen.
5. Eine alternative Art von Technologie, die Frauen und Mädchen ins Zentrum stellt und wertschätzt, soll angeboten werden.
6. Eine Zusammenarbeit aller, die die Würde von Frauen und Mädchen schätzen, egal aus welchem politischen Spektrum, ist wünschenswert.[22]

## Beispiele
- In Barcelona gibt es ein Bordell mit elektronischen Sexpuppen, die auf die Wünsche der Kunden angepasst sein sollen.[3][23]
- Der Hersteller von lebensechten Sexspielzeugen Realdoll arbeitet an Prototypen zu Sexrobotern mit künstlicher Intelligenz.[24]
- Neben realen Robotern können auch virtuelle Bots, zum Beispiel in Computerspielen oder Sprachsoftware wie Siri, genutzt werden, um sexuelle Situation nachzustellen und Fantasien auszuleben.